# Termastherium flacoensis
Termastherium flacoensis è un mammifero notoungulato estinto, appartenente ai leontiniidi. Visse nell'Oligocene inferiore (circa 33 - 29 milioni di anni fa) e i suoi resti fossili sono stati ritrovati in Sudamerica.

## Descrizione
Tutto ciò che si conosce di questo animale sono alcuni fossili parziali del cranio, e quindi determinarne l'aspetto è impossibile. Dal raffronto con fossili più completi di animali affini (ad esempio Scarrittia) si ipotizza che Termastherium dovesse essere grande all'incirca quanto una capra, ma dalla corporatura ben più robusta. Termastherium, a differenza di altri leontiniidi, era caratterizzato da una dentatura superiore marcatamente ipsodonte unilateralmente: premolari e molari superiori erano dotati di una corona molto alta nella parte linguale, e vi era la tendenza a sviluppare ectolofi a forma di lame, che si innalzavano al di sopra del resto della superficie occlusale dei denti.

## Classificazione
Termastherium flacoensis è stato descritto per la prima volta nel 2018, sulla base di resti fossili ritrovati nella zona di Tinguiririca in Cile, in terreni dell'Oligocene inferiore. Termastherium è un rappresentante dei leontiniidi, un gruppo di notoungulati caratterizzati da una corporatura piuttosto massiccia, che si svilupparono nel corso dell'Eocene e prosperarono fino a Miocene inoltrato. Nello stesso giacimento è stato ritrovato un altro notoungulato di dimensioni simili, Eomorphippus, caratterizzato però da un diverso sviluppo della dentatura, ipsodonte bilateralmente.